# Bobovišća
Bobovišća – wieś w Chorwacji, w żupanii splicko-dalmatyńskiej, w gminie Milna. W 2011 roku liczyła 65 mieszkańców.
Położona jest w zachodniej części wyspy Brač, nad zatoką o tej samej nazwie, 5 km na północny wschód od Milny. Główne zabytki miejscowości to kościół parafialny z 1693 roku, XIV-wieczny kościół pw. św. Marcina i warowny renesansowo-barokowy zamek z XVII wieku.